# Коллибия лесолюбивая
Коллибия лесолюбивая, или опёнок весенний (лат. Gymnopus dryophilus), — гриб семейства Негниючниковые (Marasmiaceae). Ранее входила в род Коллибия (Collybia) семейства Рядовковые (Tricholomataceae).

## Названия
В русских справочниках гриб называли коллибией лесолюбивой, коллибией дуболюбивой, денежкой обычной, денежкой древолюбивой.

## Синонимы
- Agaricus dryophilus Bull., 1790
- Collybia aquosa var. dryophila (Bull.) Krieglst., 2000
- Collybia dryophila (Bull.) P. Kumm., 1871
- Marasmius dryophilus (Bull.) P. Karst., 1889
- Omphalia dryophila (Bull.) Gray, 1821

## Описание

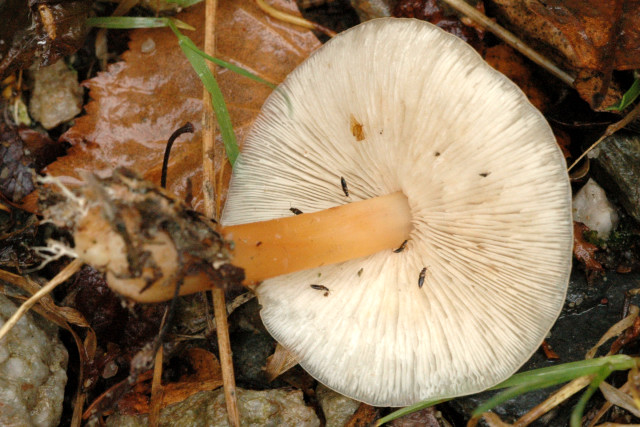
Пластинки коллибии лесолюбивой

- Шляпка 1—7 см в диаметре, гигрофанная, в молодом возрасте выпуклой, затем широко-выпуклой и плоской формы, красно-коричневого цвета, затем выцветает до оранжево-коричневой или жёлто-бурой, у старых грибов с подвёрнутым краем.
- Мякоть белого или желтоватого цвета, без особого вкуса и запаха.
- Гименофор пластинчатый, пластинки приросшие к ножке или почти свободные, часто расположенные, белого цвета, иногда с розоватым или желтоватым оттенком. Иногда выделяется форма luteifolius с жёлтыми пластинками.
- Ножка 3—9 см длиной и 0,2—0,8 см толщиной, более или менее ровная или расширяющаяся к иногда бульбовидно утолщённому основанию, гибкая.
- Споровый порошок кремового или белого цвета. Споры 5—7×3—3,5 мкм, эллиптической или каплевидной формы, гладкие, неокрашенные, неамилоидные.

## Употребление в пищу
Съедобна. Грибники собирают её редко и только шляпки, которые употребляют в варёном и жареном виде.

## Экология
Встречается группами, с июня по ноябрь, небольшими группами, на гниющей древесине или лиственном опаде в смешанных лесах с дубом и сосной.

## Сходные виды
- Rhodocollybia butyracea (Bull.) Lennox, 1979 — Коллибия масляная отличается, в частности, розовым споровым порошком.